# Budismul Pământului Pur

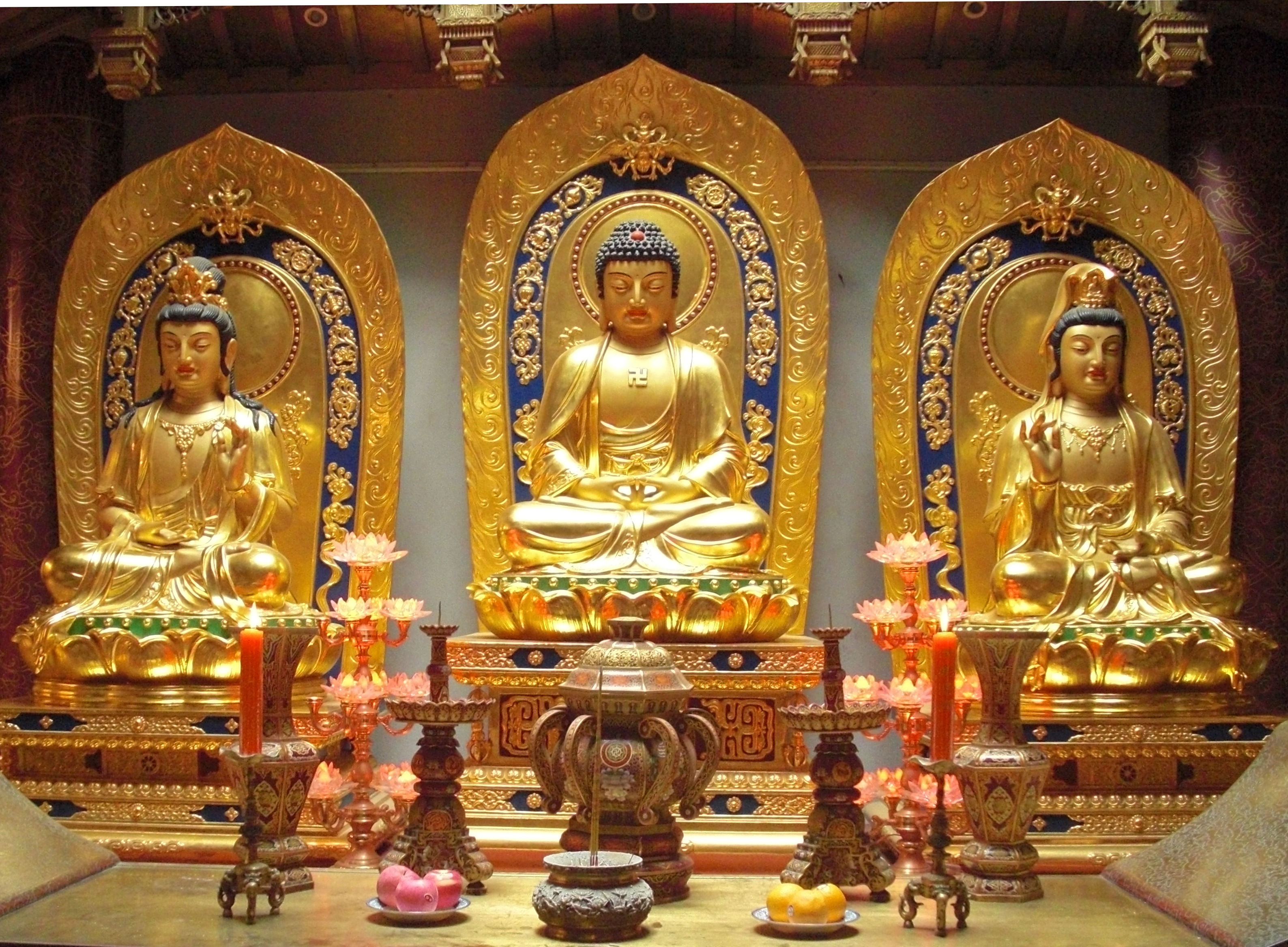
Treimea Pământului Pur, Buddha Amida având în dreapta sa pe bodhisattva Avalokiteśvara, iar în stânga pe bodhisattva Mahasthamaprapta.

Budismul Pământului Pur sau Budismul Jōdo este o ramură a budismului Mahayana și una dintre cele mai practicate din Asia de Est. De asemenea, acest tip de budism mai este menționat și sub numele de Amidism, deoarece îl venerează mai presus de orice pe Buddha Amida.
Credința amidistă are la bază trei sūtre principale și credința în Buddha Amida. Credincioși speră că după ce vor muri, vor renaște în Pământul Pur, paradisul din Apus guvernat de Buddha Amida, unde nu există durere și nici suferință. Pentru acest lucru ei trebuie să-și pună credința în ajutorul lui Buddha Amida rostind mereu: O! Buddha Amida, salvează-mă!

## Istorie
Budismul Pământului Pur a apărut în China la sfârșitul secolului al III-lea d.Hr, dar se crede că are origini chiar mai vechi, apărute în India. Odată cu fonadrea templului Dongling de pe Muntele Lu de către Huiyuan și cu traducerea sūtrei lui Amida , ideile amidiste au prins rădăcini în China.
Călugărul Huiyuan este considerat primul patriarh al amidismului. Începând cu domnia dinastiei Tang, epocă a apogeului influenței budiste în China, au fost construite numeroase temple și mănăstiri ce aparțineau  de budismul Pământului Pur. Curând ideile acestei școli s-au răspândit și în alte țări budiste, cum ar fi Coreea și Japonia.
Foarte importantă este influența budismului Pământului Pur asupra gândirii japoneze. Călugărul japonez Genshin (942-1017), a fost cel ce a adus budismul școlii Pământului Pur în Japonia.
Ideile școlii se diversifică și astfel apar mai multe secte japoneze. În anul 1117 apare o mică sectă Pământului Pur numită Yūzunembutsu, fondată de călugărul Ryōnin (1072-1132). Apoi, în anul 1174, călugărul Hōnen (1133-1212) întemeiază școala amidistă Jōdo-shū, iar în anul 1224 călugărul Shinran (1174-1263) întemeiază școala Jōdo Shinshū. De asemenea, în anul 1270, călugărul Ippen (1234-1289) întemeiază școala Ji-shū. Toate aceste școli religioase există și astăzi.
În prezent, Budismul Pământului Pur este cea mai practicată școală budistă din Japonia, și probabil din întregul continent asiatic.